# النصب التذكاري الوطني لتمثال الحرية
النصب التذكاري الوطني لتمثال الحرية هو نصب تذكاري وطني للولايات المتحدة يضم جزيرة الحرية وجزيرة إيليس في ولايتي نيوجيرسي ونيويورك الأمريكيتين. ويشمل تمثال الحرية للنحات فريديريك أوغست بارتولدي ومتحف تمثال الحرية، وكلاهما يقع في جزيرة الحرية، وكذلك محطة الهجرة السابقة في جزيرة إيليس التي تشمل مستشفى جزيرة إليس للمهاجرين.
تتم إدارة النصب من قبل إدارة المتنزهات الوطنية كجزء من مكتب الحدائق الوطنية في ميناء نيويورك.

## خلفية
استخدم الرئيس كالفين كوليدج سلطته بموجب قانون الآثار لإعلان التمثال نصبًا وطنيًا في عام 1924. في عام 1937، من خلال الإعلان 2250، قام الرئيس فرانكلين روزفلت بتوسيع النصب التذكاري ليشمل كل جزيرة Bedloe، وفي عام 1956، أعاد قانون في الكونغرس تسميته رسميًا جزيرة الحرية. أصبحت جزيرة إليس جزءًا من تمثال الحرية الوطني بإعلان الرئيس ليندون جونسون في عام 1965. تم تحديد المنطقة التاريخية للولايات المتحدة، وهي قائمة واحدة في السجل الوطني الأمريكي للأماكن التاريخية، في عام 1966.
تم إغلاق الجزر خلال إعصار ساندي في أكتوبر 2012 وتعرضت لأضرار بالغة. أعيد فتح جزيرة الحرية في 4 يوليو 2013؛ وأعيد افتتاح جزيرة إليس في 24 أكتوبر 2013.

## الدلالة
تمثال الحرية هو رمز عالمي مشهور للحرية، قدمته فرنسا عام 1886 للولايات المتحدة احتفالًا بالصداقة. :176  :222–223 كانت جزيرة إليس القريبة المحطة الأولى لملايين المهاجرين إلى الولايات المتحدة في أواخر القرن التاسع عشر وأوائل القرن العشرين. يُتذكر النصب التذكاري الوطني هذه الفترة من الهجرة الجماعية إلى الولايات المتحدة.

## الموقع والوصول

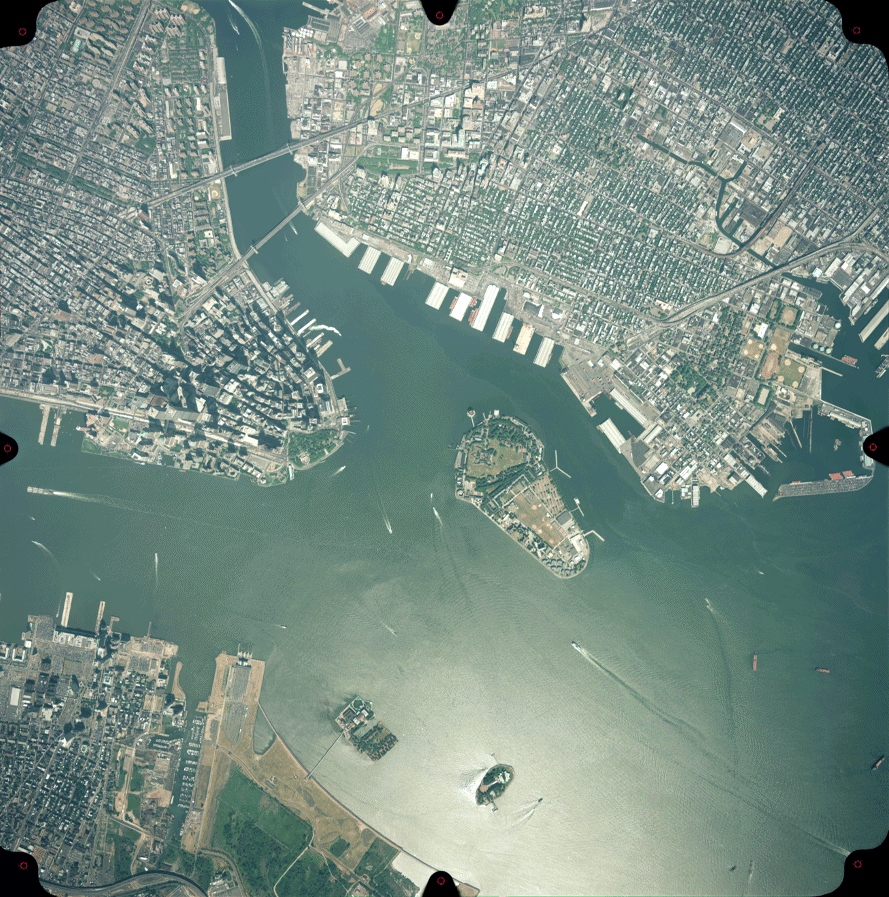
جزر إليس وليبرتي (أسفل الوسط) في خليج نيويورك العلوي عند مصب نهر هدسون (على اليسار) بالقرب من حديقة ليبرتي ستيت

يقع النصب التذكاري الوطني في خليج نيويورك العلوي شرق متنزه ليبرتي ستيت في جيرسي سيتي ونيوجيرسي وجنوب غرب باتري بارك على طرف مانهاتن في مدينة نيويورك. الدخول مجاني، ولكن هناك رسوم على خدمة العبارات التي يجب على جميع الزوار استخدامها.
في عام 2007، تم منح امتياز لشركة Statue Cruises لتشغيل مرافق النقل وحجز التذاكر، لتحل محل Circle Line Downtown التي كانت تشغل الخدمة منذ عام 1953. تقوم شرطة المنتزه الأمريكي  بدوريات في المياه لفرض قيود على إنزال القوارب الخاصة. تغادر العبارات من كل من المتنزهات وتتوقف جميع القوارب في كلتا الجزيرتين، مما يتيح للمسافرين زيارة الجزيرتين واختيار أي من الوجهتين في رحلة العودة.
يمكن شراء التذاكر في قلعة كلينتون في باتري بارك أو في مبنى سكة الحديد المركزية لمحطة نيوجيرسي في متنزه ليبرتي ستيت. بالإضافة إلى تذكرة العبارة، يجب على الزوار الذين ينوون دخول قاعدة التمثال الحصول على تذكرة مجانية. يجب على أولئك الذين يرغبون في تسلق السلالم البالغ عددها 154 إلى التاج داخل التمثال الحصول على تذكرة خاصة، والتي يمكن حجزها حتى عام مقدمًا. يُسمح بعشرة أشخاص لكل مجموعة، ثلاث مجموعات في الساعة، بالصعود، مما يسمح بإجمالي 240 في اليوم. بعد إجراء فحص أمني إلزامي ثانٍ، يجوز لهم إحضار الأدوية والكاميرات فقط، مع ترك جميع العناصر الأخرى في الخزائن المقدمة. يجب على الزوار الذين ينوون التجول في الجانب الجنوبي من جزيرة إليس، وبالتحديد مستشفى إليس آيلاند للمهاجرين، شراء تذكرة "Hard Hat Tour"، والتي تفرض رسومًا إضافية فوق تذكرة العبّارة العادية.
| نوع                                                   | الأطفال (من سن 0-3) | الأطفال (من 4 إلى 12 سنة)                       | الكبار                                          | كبار السن                                       |
| ----------------------------------------------------- | ------------------- | ----------------------------------------------- | ----------------------------------------------- | ----------------------------------------------- |
| تذكرة العبارة: تمثال الحرية (للأسباب فقط) وجزيرة إليس | مجانا               | 9 دولارات                                       | 18.50 دولارًا                                    | 14 دولارًا                                       |
| تمثال الحرية الوصول التمثال                           | مجانا مع الحجز      | مطلوب تذكرة العبارة والحجز الإضافي              | مطلوب تذكرة العبارة والحجز الإضافي              | مطلوب تذكرة العبارة والحجز الإضافي              |
| تمثال الحرية الوصول تاج                               | محظور               | مطلوب تذكرة عبّارة وتذكرة إضافية بقيمة 3 دولارات | مطلوب تذكرة عبّارة وتذكرة إضافية بقيمة 3 دولارات | مطلوب تذكرة عبّارة وتذكرة إضافية بقيمة 3 دولارات |
| جولة إليس جزيرة هارد هات                              | محظور               | محظور                                           | مطلوب تذكرة عبّارة وتذكرة إضافية بقيمة 35 دولارًا | مطلوب تذكرة عبّارة وتذكرة إضافية بقيمة 35 دولارًا |

### الاختصاص القضائي

جزر ليبرتي وإليس

كانت جزيرة ليبرتي وجزيرة إليس ملكًا لحكومة الولايات المتحدة منذ عام 1800 و1808 على التوالي. أدت الظروف التاريخية إلى الوضع غير العادي لجزيرة ليبرتي و 3.3 أكر (13,000 م2) من جزيرة إليس كونها حفريات من نيويورك، وكلاهما محاط بالكامل بنيوجيرسي. كانت هيمنة الجزر وسلطتها القضائية وسيادتها موضوعًا مختلفًا لمنحة الأراضي الاستعمارية،  توجيه حاكم المقاطعة  والاتفاق بين الولايات، بالإضافة إلى العديد من قضايا المحاكم والهيئة العليا الأمريكية قرار المحكمة. جزيرة الحرية ومساحة جزيرة إليس هي جزء من مدينة نيويورك وهي محاطة بالكامل بالحدود البلدية لمدينة جيرسي سيتي، بما في ذلك 24 أكر (97,000 م2) التي تم إنشاؤها بواسطة استصلاح الأراضي البحرية في جزيرة إليس والمناطق الشاطئية. يقع الاختصاص القضائي الذي لم تبطله الحكومة الفيدرالية في الولاية المناسبة، نيو جيرسي مقابل 24 فدانًا ، ونيويورك مقابل 3.3 فدانًا المتبقية.